# Carl Godeffroy
Carl Godeffroy (né le 14 juin 1787 à Bahrenfeld (en) près de Hambourg - mort le 27 août 1848 à Berlin) est un diplomate hanséatique.

## Biographie
D'une famille (de) d'huguenots originaire de La Rochelle, Carl Godeffroy est le fils du marchand Peter Godeffroy (de) (frère de Jean César Godeffroy) et de Catharina Thornton. Enfant, il est ami avec le futur philosophe Arthur Schopenhauer. Vers 1792, ses parents partent de Bahrenfeld pour aller s'installer à Dockenhuden. Carl Godeffroy étudie en Écosse. 
De 1823 à 1833, il représente à comme ministre résident Saint-Pétersbourg les villes hanséatiques de Hambourg, de Lübeck et de Brême. À partir de 1840, il ne représente plus que Hambourg à Berlin.
En 1842, il acquiert le domaine de Lehmkuhlen. Carl Godeffroy épouse Marianne Jenisch qui est sa cadette de dix-neuf ans. Elle est la fille de Martin Johann Jenisch.

## Écrits
- (de)Betrachtungen über die Umgestaltung des jetzigen Ostseehandels zu Gunsten des allgemeinen Verkehrs und im Interesse sämmtlicher Ostsee-Staaten. Dans : Ashers Hamburgischer Monatsschrift 1834. Juillet, p. 1 à 49.
- (de)Über Helgolands Geographie. Dans : Neues Jahrbuch für Mineralogie par Karl Cäsar Leonhard et H.G. Bronn. 1835.
- (de)Theorie der Armuth oder der Minderbegüterung. Ein Beitrag zur Lehre von der Gütervertheilung. 2e édition. Hamburg, Perthes und Besser, 1836.
- (de)Notices sur les glaciers, les moraines et les blocs erratiques des Alpes, avec une table analytique. Paris et Genève. 1840.